# Graziella De Santis
Graziella De Santis (* 12. September 1976 in Wolfsburg) ist eine deutsche Schauspielerin italienischer Abstammung.
Bekannt wurde sie in der TV-Serie Hinter Gittern in der Rolle der Raffaela Caprese.

## Leben
De Santis wurde als Tochter italienisch-sardischer Eltern geboren. Nach dem Abitur 1996 absolvierte sie von 1998 bis 2001 eine Schauspielausbildung an der Schauspielschule Charlottenburg in Berlin. Bereits seit 1985 war sie in verschiedenen Schauspielgruppen aktiv. Von 1997 bis 1998 moderierte sie verschiedene Sendungen beim Offenen Kanal Region Hannover. Im Juli sowie August 2001 spielte sie Die Kluge Närrin. Danach spielte sie im Sommer 2005 die Rolle Beatrice in der Komödie Diener zweier Herren im freien Theater Marameo in Magdeburg.
Von 2007 bis 2009 stand De Santis auf der Bühne der Staatsoper Unter den Linden in Mozarts „Don Giovanni“ unter der musikalischen Leitung von Daniel Barenboim.
Von November 2001 bis Juni 2003 spielte De Santis als Insassin Raffaella „Raffi“ Caprese in der RTL-Justizserie Hinter Gittern – Der Frauenknast mit.